# Ambulyx wildei
Ambulyx wildei är en fjärilsart som beskrevs av William Henry Miskin 1891. Ambulyx wildei ingår i släktet Ambulyx och familjen svärmare. Inga underarter finns listade i Catalogue of Life.